# Dwór w Nowej Rudzie-Słupcu
Dwór w Nowej Rudzie-Słupcu (niem. Schloss Schlegel) – zabytkowy dwór w Nowej Rudzie – Słupcu.
Dwór wybudowany w XVII wieku w stylu barokowym, położony nad potokiem Dzik i w pobliżu kościoła, początkowo był dworem sędziowskim, następnie siedzibą szlachecką. Pierwotnie zamieszkiwany był przez baronów rodziny Morgante, następnie po przejęciu dóbr słupieckich przez rodzinę Pilatich został przez nich przebudowany. Pałac według projektu Jakoba Carovy był budynkiem o zwartej bryle, poprzedzonym wieżą o cebulastym hełmie. W 1708 r. właścicielem majątku był baron Jan Baptysta Pilati von Tassul. Następnie w pałacu mieszkał Johann Baptista Pilati (1724-1756). 

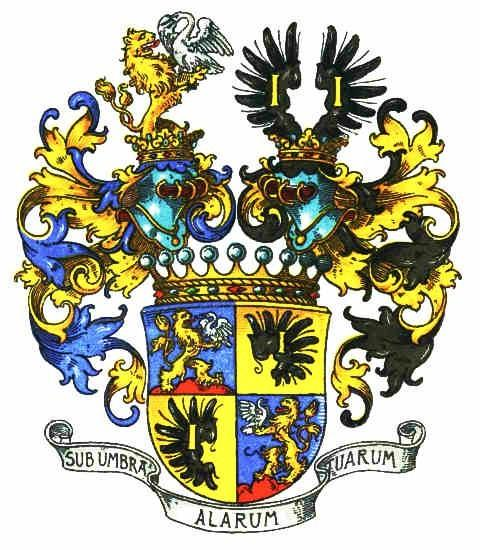
Herb Pilati von Thassul zu Daxberg

Od początku XIX w. właścicielem był hrabia Antoni Pilati von Tassul zu Daxberg (30.12.1775-4.01.1834), który miał dwóch synów Maksymiliana Henryka Mikołaja (1819-1875) i Karola Józefa Otto (5.03.1825-11.05.1901), który poślubił Henriette Hildprandt von und zu Ottenhausen (2.05.1840- 13.02.1921). Najstarszy syn Karola – Oskar Karol Rudolf (ur. 1860) ożenił się z Małgorzatą von Kassel (ur. 1866). Oskar Wilhelm Ludwig von Pilati (13.05.1817-8.09.1894) upiększył obiekt. Pałac znajdujący się w XIX-wiecznym parku, wysadzono w powietrze w latach 60. XX w.
Nowy, skromniejszy dom pański Pilatich z XIX wieku stoi przy ul. Połoniny 2e. Jest to budynek dwukondygnacyjny, nakryty dachem mansardowym czterospadowym z lukarnami. Po 1945 był siedzibą PGR. Obok domu zachowały się budynki gospodarcze dawnego folwarku: oficyna mieszkalna (ul. Połoniny 2) i spichlerz (ul. Połoniny 2b).
Na murach, w otoczeniu kościoła św. Katarzyny Aleksandryjskiej w Słupcu znajdują się jeszcze tablice nagrobne Maxa Pilatiiego (20.05.1851-28.02.1931), Klary Pilatii (geb. Dresler von Scharfenstein, 8.01.1841-23.09. 1922).

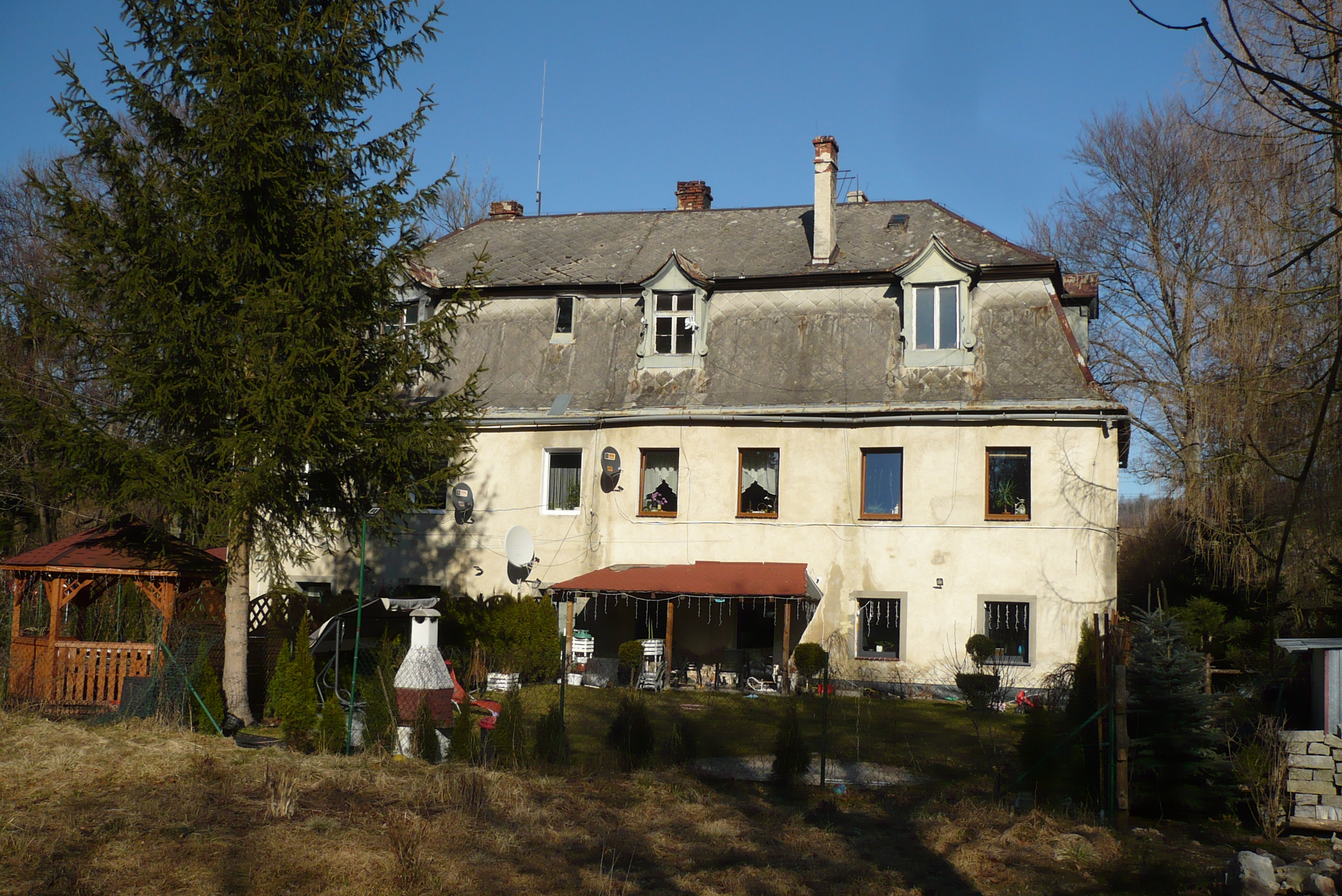
Dwór folwarczny
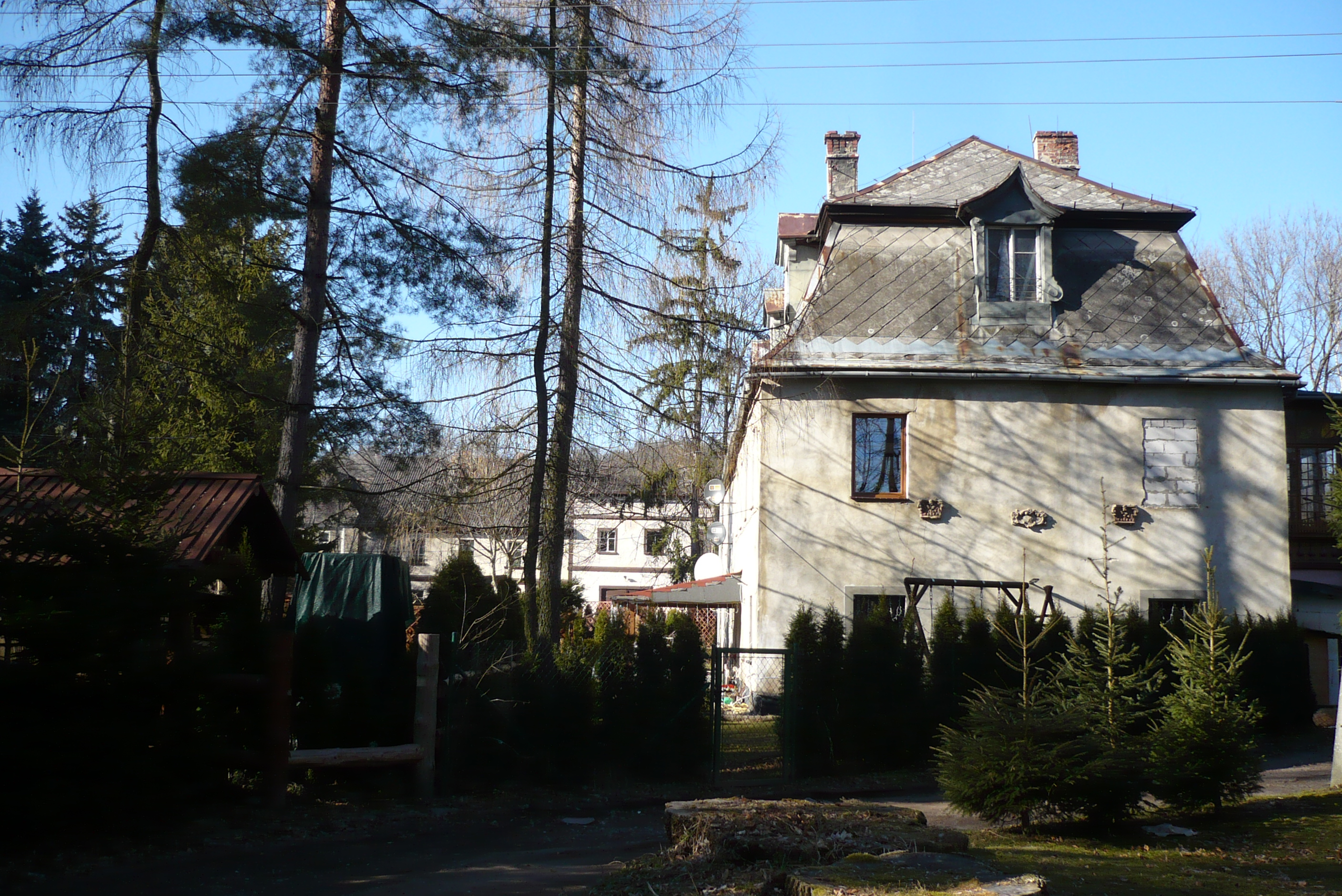
Dwór folwarczny
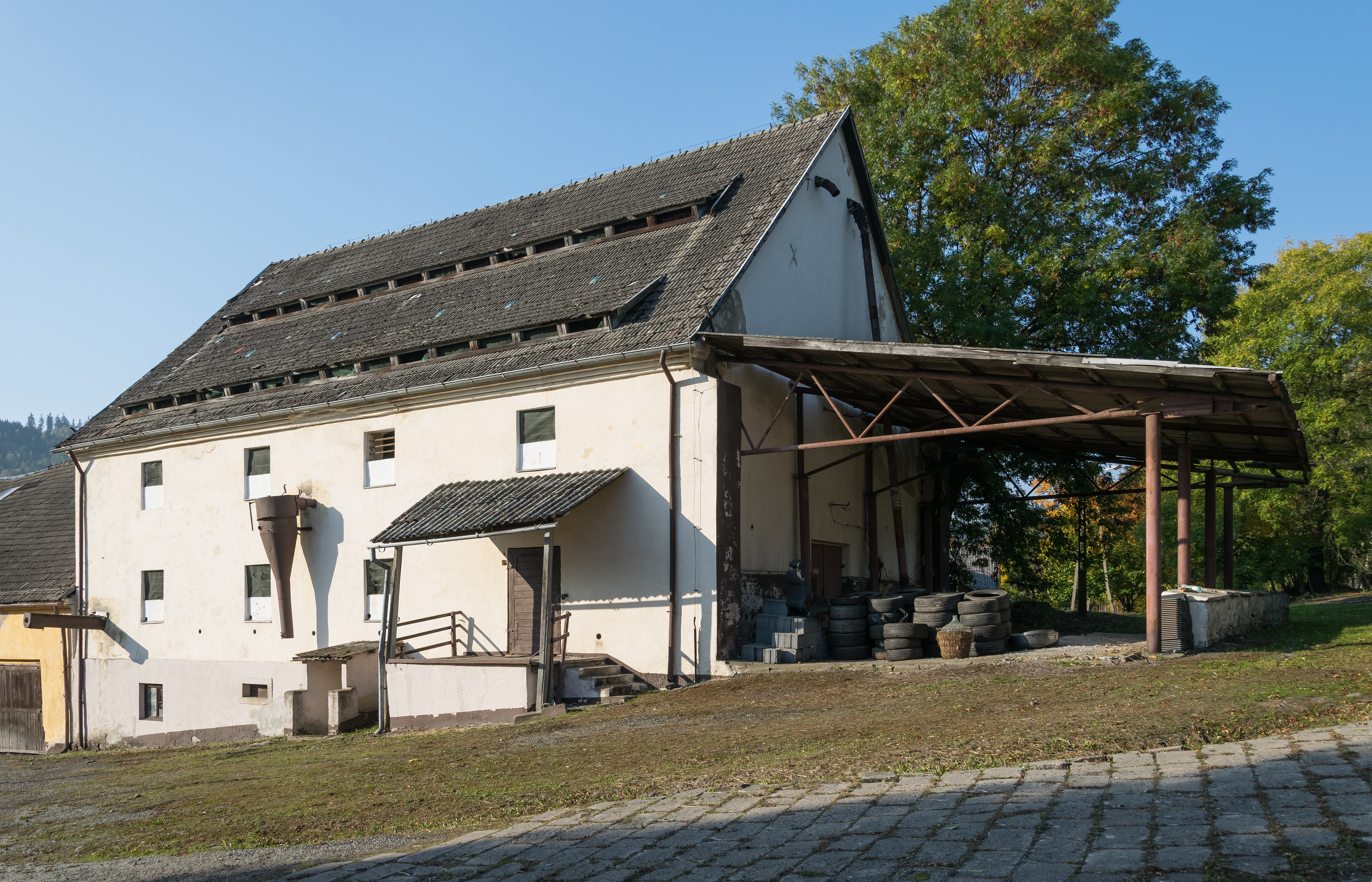
Dawny spichlerz
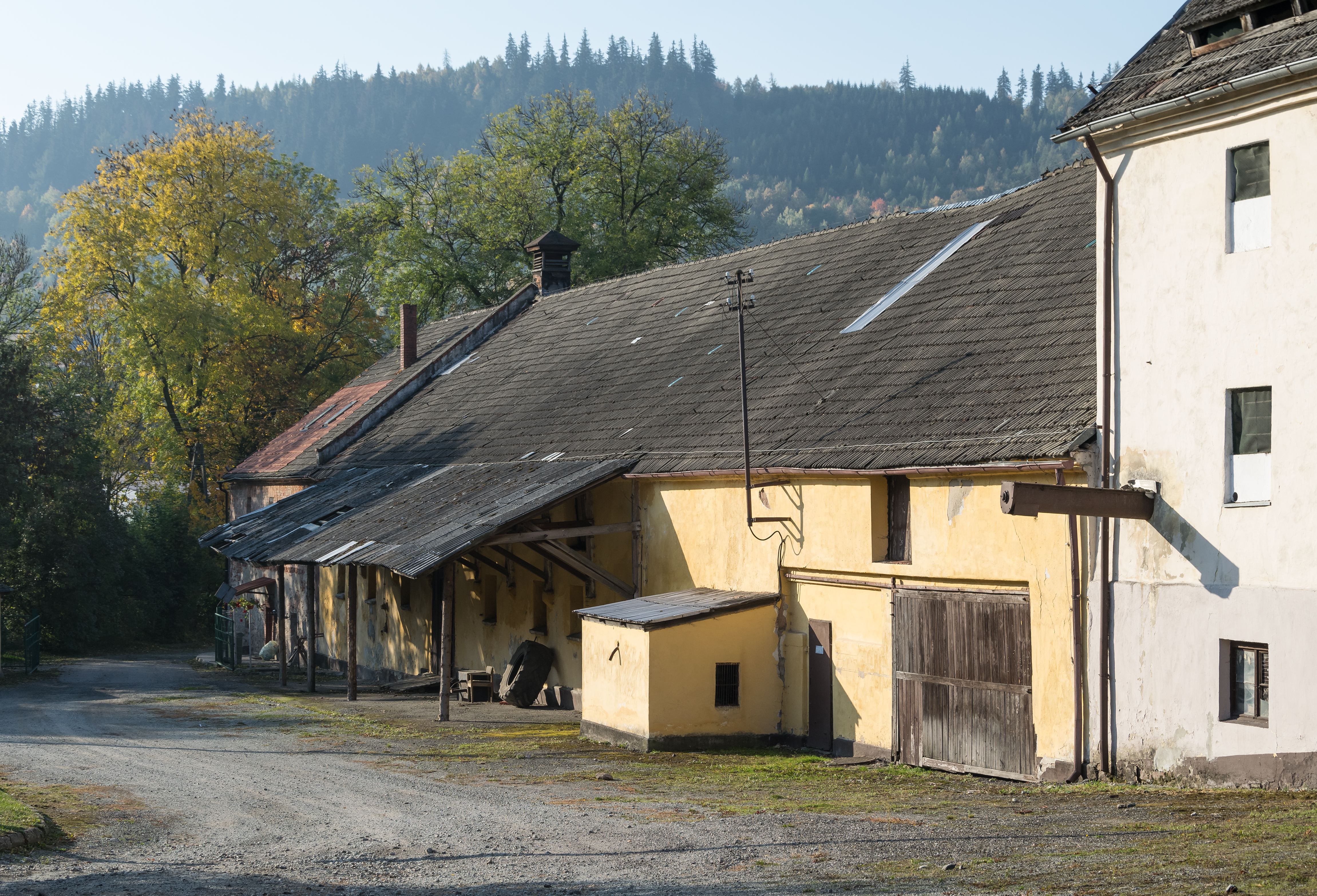
Zabudowania gospodarcze